# Dorcadionini
Los dorcadioninos (Dorcadionini) son una tribu de coleópteros crisomeloideos de la familia Cerambycidae.

## Géneros
Comprende los siguientes géneros:
- Dorcadion - Eodorcadion - Neodorcadion - Politodorcadion[2]